# Element Skateboards
Element är ett varumärke inom skateboard-branschen som startades i Irvine, Kalifornien, USA år 1992 av Johnny Schillereff. 
Företaget har avdelningar som satsat på skateboard, kläder, skor, naturvård och överlevnadsteknik för ungdomar. Märket har blivit ett av de största inom skateboardindustrin, och hyser namnkunniga personer som Philip Thalin, Bam Margera, Mike Vallely, Colt Cannon, Nyjah Huston, Vanessa Torres och Chad Muska.